# Диалектический материализм
Диалекти́ческий материали́зм — философское направление, базирующееся на материализме и материалистическом понимании диалектики Гегеля. Основными идеями этого направления являются: первичность материального (объективного мира) и вторичность идеального (субъективного, мыслимого); всесторонняя связь и постоянное движение различных систем на основе внутренних механизмов движения и развития — постоянного преодоления неизбежных противоречий. Основой учения послужили идеи К. Маркса и Ф. Энгельса, развитые Лениным и другими философами-марксистами.
Маркс и Энгельс противопоставляли диалектический материализм как идеалистической философии, так и всей предшествующей материалистической философии. Это мировоззрение отрицает всякое философское учение, имеющее претензию быть «наукой наук» над частными науками и существовать отдельно от практических задач. Отмечалось, что Маркс стремился преодолеть оппозицию между материализмом и идеализмом через концепцию практики, и что материализм Маркса значительно отличается от традиционного материализма и ближе к инструментализму.
В СССР понятие обозначало теоретический аспект марксизма и использовалось КПСС для официального наименования советской философии в 1930−80-х годах. Официальную советскую интерпретацию диалектического материализма называют «диаматом», который отделён от «истмата».

## Происхождение наименования

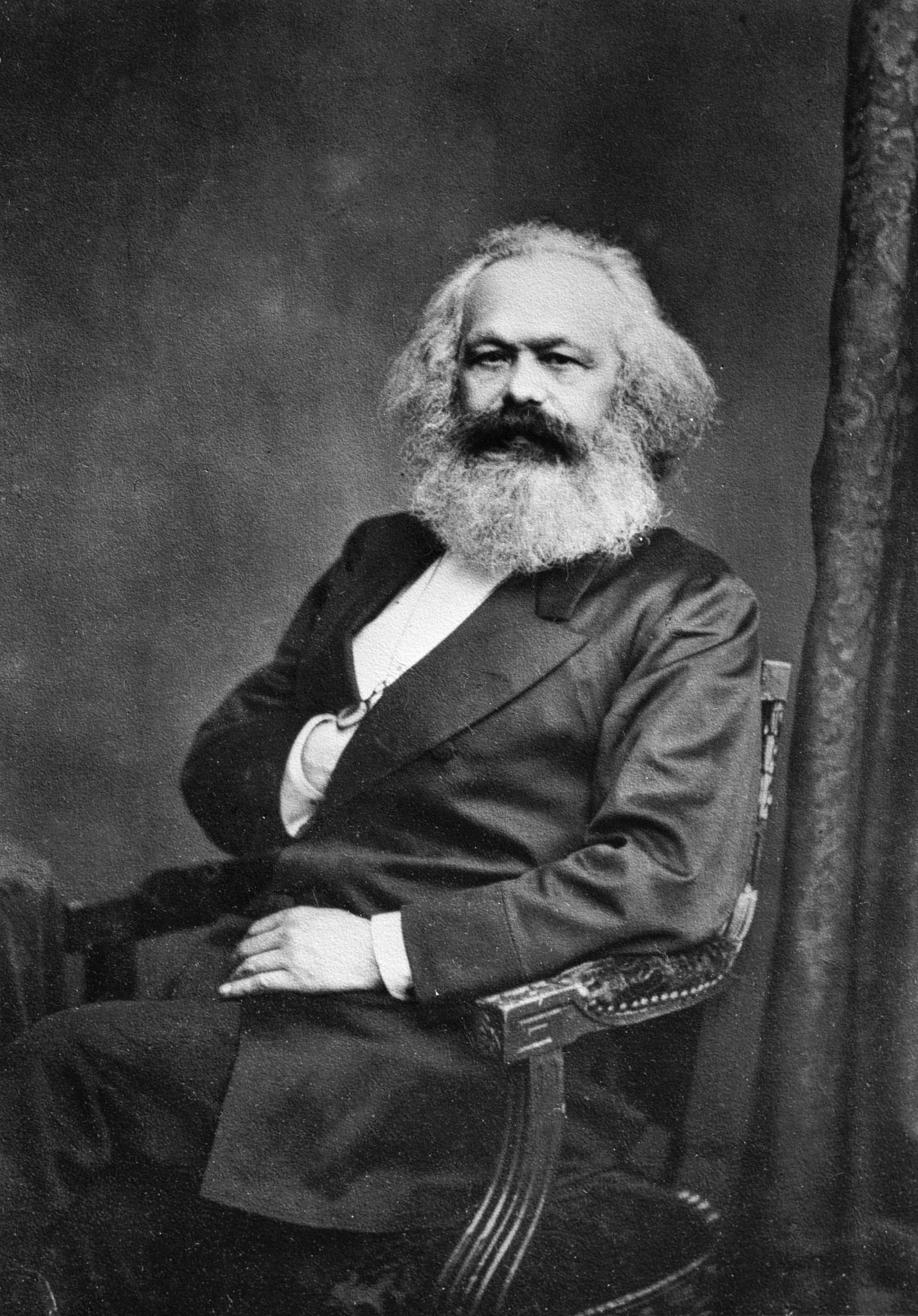
Карл Маркс (1818—1883)

Маркс является основателем материалистического понимания идеалистической диалектики Г. В. Ф. Гегеля. В этом он опирался на философский материализм Л. А. Фейербаха. (см. «Тезисы о Фейербахе»).
К. Маркс не использовал термин «диалектический материализм». В 1887 году этот термин впервые употребил Иосиф Дицген в своей работе «Экскурсии социалиста в область теории познания», однако заметную роль в марксизме это понятие начало играть только после его использования Плехановым в работе 1891 года, посвящённой 60-летней годовщине со дня смерти Гегеля. С точки зрения В. И. Ленина, Иосиф Дицген использовал данный термин, чтобы отделить «современный» материализм диалектиков от «старого» механического материализма, как их именовал Энгельс.
В «Анти-Дюринге» Энгельс писал, что «современный» материализм отличается от «старого» материализма как отрицание отрицания, то есть дополняет материализм идеями, выработанными в ходе длительного развития преимущественно идеалистической философии, естествознания и самой истории, но при этом сохранив его непреходящую основу — первенство материального бытия.
С точки зрения Энгельса «современный» материализм тем самым перестал быть философией и стал мировоззрением, которое:
- не нуждается в особой философской «науке наук», подобной гегельянству;
- преодолевает философию по форме — как стоящую над науками, но сохраняет её по полезному содержанию — как метод научного познания;

С точки зрения современного исследователя Пола Томаса, главная роль в создании понятия диалектического материализма принадлежит Энгельсу, пытавшемуся соединить философию и науку и совместить взгляды Маркса и теорию эволюции Дарвина.
В русскую литературу термин «диалектический материализм» ввёл Г. В. Плеханов. Активно использовал термин В. И. Ленин, называя диалектический материализм «философией марксизма» и приписывая термин Энгельсу.

## Основные положения
Согласно диалектическому материализму:
- материя — это мысленная абстракция, обозначающая общее качество телесно существующих вещей — всё то, что, действуя на наши органы чувств, производит ощущение, объективная реальность, данная нам в ощущении[15];

Материя как таковая, это — чистое создание мысли и абстракция. Мы отвлекаемся от качественных различий вещей, когда объединяем их, как телесно существующие, под понятием материи. Материя как таковая, в отличие от определённых, существующих материй, не является, таким образом, чем-то чувственно существующим. Когда естествознание ставит себе целью отыскать единообразную материю как таковую и свести качественные различия к чисто количественным различиям, образуемым сочетаниями тождественных мельчайших частиц, то оно поступает таким же образом, как если бы оно вместо вишен, груш, яблок желало видеть плод как таковой, вместо кошек, собак, овец и т. д. — млекопитающее как таковое, газ как таковой, металл как таковой, камень как таковой, химическое соединение как таковое, движение как таковое.
— Энгельс Ф. Диалектика природы.
- материя несотворима, вечна, была всегда, бесконечна в пространстве[16][17];

Вечность во времени, бесконечность в пространстве, — как это ясно с первого же взгляда и соответствует прямому смыслу этих слов, — состоят в том, что тут нет конца ни в какую сторону, — ни вперёд, ни назад, ни вверх, ни вниз, ни вправо, ни влево. Эта бесконечность совершенно иная, чем та, которая присуща бесконечному ряду, ибо последний всегда начинается прямо с единицы, с первого члена ряда.
— Энгельс Ф. Анти-Дюринг. – Маркс К., Энгельс Ф. Соч., т. 20, с. 49

Электрон так же неисчерпаем, как и атом, природа бесконечна…
— Ленин В. И. Материализм и эмпириокритицизм. — ПСС, т. 18, с. 278
- движение — это мысленная абстракция, обозначающая общее качество телесно существующих видов движения;

Нам говорят, что мы не знаем также и того, что такое материя и движение! Разумеется, не знаем, ибо материю как таковую и движение как таковое никто ещё не видел и не испытал каким-нибудь иным чувственным образом; люди имеют дело только с различными реально существующими веществами и формами движения. Вещество, материя есть не что иное, как совокупность веществ, из которой абстрагировано это понятие; движение как таковое есть не что иное, как совокупность всех чувственно воспринимаемых форм движения; такие слова, как «материя» и «движение», суть не более, как сокращения, в которых мы охватываем, сообразно их общим свойствам, множество различных чувственно воспринимаемых вещей. Поэтому материю и движение можно познать лишь путем изучения отдельных веществ и отдельных форм движения; и поскольку мы познаём последние, постольку мы познаём также и материю и движение как таковые.
— Энгельс Ф. Диалектика природы
- движение — это способ существования материи: оно не может существовать вне материи, и не существует материи без движения[18] — движение неуничтожимо[19];

Движение есть сущность времени и пространства. Два основных понятия выражают эту сущность: (бесконечная) непрерывность (нем. Kontinuität) и «пунктуальность» (=отрицание непрерывности, прерывность). Движение есть единство непрерывности (времени и пространства) и прерывности (времени и пространства). Движение есть противоречие, есть единство противоречий.
— Ленин В. И. Философские тетради. – Полн. собр. соч., т. 29, с. 231
- характер движения — диалектический, то есть обусловлен материальным, реальным сосуществованием двух взаимно противоречащих сторон этого движения;

Сосуществование двух взаимно-противоречащих сторон, их борьба и их слияние в новую категорию составляют сущность диалектического движения. Тот, кто ставит себе задачу устранения дурной стороны, уже одним этим сразу кладет конец диалектическому движению.
— Маркс К. Нищета философии. – Маркс К., Энгельс Ф. Соч., т, 4, с. 136

Мы не можем представить, выразить, смерить, изобразить движения, не прервав непрерывного, не упростив, угрубив, не разделив, не омертвив живого. Изображение движения мыслью есть всегда огрубление, омертвление, — и не только мыслью, но и ощущением, и не только движения, но и всякого понятия. И в этом суть диалектики. Эту-то суть и выражает формула: единство, тождество противоположностей.
— Ленин В. И. Философские тетради. – Полн. собр. соч., т. 29, с. 232—233
- взаимосвязь предметов и явлений всеобщая — каждый предмет и явление имеет взаимную связь с каждым из всех остальных;

…любой, самый незначительный и «ничтожный» предмет обладает в реальности актуально бесконечным количеством сторон, связей и опосредствований со всем окружающим его миром. В каждой капле воды отражается всё богатство вселенной. Даже бузина в огороде через миллиарды опосредствующих звеньев связана с дядькой в Киеве, даже насморк Наполеона был-таки «фактором» Бородинского сражения…
— Ильенков Э. В. «Диалектика абстрактного и конкретного»
- высшая форма движения — это мышление (абстрактное человеческое мышление, а не психический процесс мышления, присущий и животным);

Движение, рассматриваемое в самом общем смысле слова, то есть понимаемое как способ существования материи, как внутренне присущий материи атрибут, обнимает собой все происходящие во вселенной изменения и процессы, начиная от простого перемещения и кончая мышлением;
— Энгельс Ф. Диалектика природы, – Маркс К., Энгельс Ф. Соч., т. 20, с. 391
- противоположность материи и мышления существует только в пределах умозрения отвлечённого человеческого мышления;

…противоположность материи и сознания имеет абсолютное значение только в пределах очень ограниченной области: в данном случае исключительно в пределах основного гносеологического вопроса о том, что признать первичным и что вторичным. За этими пределами относительность данного противоположения несомненна.
— В. Ленин, «Материализм и эмпириокритицизм», цитата по ПСС т. 18, с. 151
- материя неотделима от мышления;

Но движение материи — это не одно только грубое механическое движение, не одно только перемещение; это — теплота и свет, электрическое и магнитное напряжение, химическое соединение и разложение, жизнь и, наконец, сознание. Говорить, будто материя за всё время своего бесконечного существования имела только один-единственный раз — и то на одно лишь мгновение по сравнению с вечностью её существования — возможность дифференцировать свое движение и тем самым развернуть всё богатство этого движения и что до этого и после этого она навеки ограничена одним простым перемещением, — говорить это значит утверждать, что материя смертна и движение преходяще. Неуничтожимость движения надо понимать не только в количественном, но и в качественном смысле.
— Энгельс Ф. Диалектика природы. – Маркс К., Энгельс Ф. Соч., т. 20, с. 360

Разум существовал всегда, только не всегда в разумной форме.
— Маркс К. Письмо к Руге. Крейцнах, сентябрь 1843 г.
- отражение — это свойство материи, материальный, естественный и объективный процесс, в котором материя сама отражает себя.

Рассуждения Богданова в 1899 году о «неизменной сущности вещей», рассуждения Валентинова и Юшкевича о «субстанции» и т. д. — всё это такие же плоды незнания диалектики. Неизменно, с точки зрения Энгельса, только одно: это — отражение человеческим сознанием (когда существует человеческое сознание) независимо от него существующего и развивающегося внешнего мира. Никакой другой «неизменности», никакой другой «сущности», никакой «абсолютной субстанции» в том смысле, в каком разрисовала эти понятия праздная профессорская философия, для Маркса и Энгельса не существует.
— Ленин В. И., ПСС, 5 изд., т. 18, с. 277

…логично предположить, что вся материя обладает свойством, по существу родственным с ощущением, свойством отражения.
— Ленин В. И., Полное собрание сочинений, 5 изд., т. 18, с. 91
- сознание, познание и самосознание есть высокоразвитые формы отражения материей самой себя мыслящим органом — мозгом.

«Материалистическая теория познания, — писал И. Дицген, — сводится к признанию того, что человеческий орган познания не испускает никакого метафизического света, а есть кусок природы, отражающий другие куски природы».
— Ленин В. И. К двадцатипятилетию смерти Иосифа Дицгена. – Полн. собр. соч., т. 23, с. 119
- высшая форма отражения — это мышление отдельной личности (отвлечённое человеческое мышление, а не психический процесс мышления, присущий и животным). Каждая человеческая мысль о материальной действительности это всегда и только в виде мысли выраженное отношения материальной действительности к самой себе;

…не человек отражает действительность, а сама действительность отражается в человеке.
— М. А. Лифшиц. Из автобиографии идей. Беседы М. А. Лифшица // Контекст 1987. Литературно-теоретические исследования. М.: Наука, 1988. С. 305

Не сознание людей определяет их бытие, а, наоборот, их общественное бытие определяет их сознание.
— Маркс К., К критике политической экономии
- всеобщие формы сознания: движение, пространство и время — присущи самой материи и не являются присущими лишь только человеческому сознанию;

Идея, будто познание может «создавать» всеобщие формы, заменять первичный хаос порядком и т. п., есть идея идеалистической философии. Мир есть закономерное движение материи, и наше познание, будучи высшим продуктом природы, в состоянии только отражать эту закономерность.
— Ленин В. И. Материализм и эмпириокритицизм. – Полн. собр. соч., т. 18, с. 174
- свобода как таковая есть знание природной необходимости (мышление необходимости, отражения природы человеческим мышлением).

Гегель первый правильно представил соотношение свободы и необходимости. Для него свобода есть познание необходимости.
— Энгельс Ф. Анти-Дюринг
- свобода воли есть способность применять знания (осуществлять мышление необходимости).

Свобода воли означает, следовательно, не что иное, как способность принимать решения со знанием дела. Таким образом, чем свободнее суждение человека по отношению к определённому вопросу, с тем большей необходимостью будет определяться содержание этого суждения; тогда как неуверенность, имеющая в своей основе незнание и выбирающая как будто произвольно между многими различными и противоречащими друг другу возможными решениями, тем самым доказывает свою несвободу, свою подчинённость тому предмету, который она как раз и должна была бы подчинить себе.
— Энгельс Ф. Анти-Дюринг
- свобода личности — это её возможности применять свои знания; Классическим примером личной несвободы в диалектическом материализме является пример безработного, который не может найти никакой возможности применить свои способности, и потому полностью зависим от случайностей окружающего мира.[источник не указан 2794 дня]

Не в воображаемой независимости от законов природы заключается свобода, а в познании этих законов и в основанной на этом знании возможности планомерно заставлять законы природы действовать для определённых целей. Это относится как к законам внешней природы, так и к законам, управляющим телесным и духовным бытием самого человека, — два класса законов, которые мы можем отделять один от другого самое большее в нашем представлении, отнюдь не в действительности.
— Энгельс Ф. Анти-Дюринг

Человек… свободен не вследствие отрицательной силы избегать того или другого, а вследствие положительной силы проявлять свою истинную индивидуальность…
— Маркс К. Святое семейство

Свобода настолько присуща человеку, что даже её противники осуществляют её, борясь против её осуществления…
— Маркс К. Дебаты шестого Рейнского Ландтага

Ни один человек не борется против свободы, — борется человек, самое большее, против свободы других.
— Маркс К. Капитал, т. 1
Диалектический материализм продолжает традицию спинозизма и гегельянства, в которых противоположность свободы — подчинение насилию, в том числе насилию со стороны природной необходимости, но не сама природная необходимость. Природная необходимость, познанная мышлением, это свобода.

Стремление человека жить, любить и т. п. отнюдь не вынуждено у него силою, и, однако, оно необходимо.
— Барух Спиноза

Раз общество возьмёт во владение средства производства, то будет устранено товарное производство, а вместе с тем и господство продукта над производителями. Анархия внутри общественного производства заменяется планомерной, сознательной организацией. Прекращается борьба за отдельное существование. Тем самым человек теперь — в известном смысле окончательно — выделяется из царства животных и из звериных условий существования переходит в условия действительно человеческие. Условия жизни, окружающие людей и до сих пор над ними господствовавшие, теперь подпадают под власть и контроль людей, которые впервые становятся действительными и сознательными повелителями природы, потому что они становятся господами своего собственного объединения в общество. Законы их собственных общественных действий, противостоявшие людям до сих пор как чуждые, господствующие над ними законы природы, будут применяться людьми с полным знанием дела и тем самым будут подчинены их господству. То объединение людей в общество, которое противостояло им до сих пор как навязанное свыше природой и историей, становится теперь их собственным свободным делом. Объективные, чуждые силы, господствовавшие до сих пор над историей, поступают под контроль самих людей. И только с этого момента люди начнут вполне сознательно сами творить свою историю, только тогда приводимые ими в движение общественные причины будут иметь в преобладающей и всё возрастающей мере и те следствия, которых они желают. Это есть скачок человечества из царства необходимости в царство свободы.
Совершить этот освобождающий мир подвиг — таково историческое призвание современного пролетариата. Исследовать исторические условия, а вместе с тем и самоё природу этого переворота и таким образом выяснить ныне угнетённому классу, призванному совершить этот подвиг, условия и природу его собственного дела — такова задача научного социализма, являющегося теоретическим выражением пролетарского движения.
— Фридрих Энгельс, Анти-Дюринг, отд. 3, гл. 2

## Научный метод и диалектический материализм
Основой мировоззрения диалектического материализма является научный метод, появившийся из материалистического понимания отчуждения и соответствующего понимания логического метода Гегеля.
Гегель называет Абсолютной идеей универсальную схему творческой деятельности «мирового духа», а научно-теоретическое «самосознание» этой абсолютной идеи называет логикой и «Наукой логики». Итогом оказывается то, что метод «Феноменологии духа» является частным случаем логики Абсолютной Идеи, исследуемой далее Гегелем в «Науке логики».
В «Науке логики» Гегель осуществляет критическое преобразование современной ему логики, а «Абсолютная идея» раскрывается по содержанию как система категорий. Гегель объявляет это всеобщее мышление «субъектом», творцом всего развитого историей, и понимая его как вечную, вневременную схему творческой деятельности вообще, сближая понятие идеи с понятием бога, но, в отличие от бога, идея не имеет сознания, воли и личности кроме как в человеке и существует как внутренне закономерная необходимость.

Гегель вновь поставил вопрос о необходимости преодоления разрыва субстанции и субъекта, полагая, что при развитии сознания до уровня науки субстанция должна быть понята равным образом и как субъект. Но в отличие от средневековой философии субъект выступает здесь в объективированной форме абсолютного духа, а субстанция обладает способностью саморазвёртывания и саморефлексии (понятие субстанции-субъекта).
— Неретина С. С. Новая философская энциклопедия М.: Мысль, 2000—2001. — ISBN 5-244-00961-3.

На мой взгляд, который должен быть оправдан только изложением самой системы, всё дело в том, чтобы понять и выразить истинное не как субстанцию только, но равным образом и как субъект.
— Гегель Г. В. Ф. Феноменология духа. СПб.: "Наука", 1992
Центральное место в диалектике Гегеля занимает категория противоречия как единства взаимоисключающих и одновременно взаимопредполагающих противоположностей (полярных понятий). Противоречие понимается здесь как внутренний импульс развития.
Согласно Гегелю логика Абсолютной Идеи лежит в основании материального мира, предшествует его появлению во времени и с необходимостью воплощается в любом материальном предмете, в том числе в человеческом научно-теоретическом мышлении. В гегельянстве логика Абсолютной Идеи изначально является и субстанцией, и субъектом всемирного исторического процесса, и познаёт саму себя посредством субъективной диалектики человеческого мышления, которая находит своё полное завершение в методе Гегеля. Гегель считал, что истинной сутью любого действительно научного исследования должно становиться выявление и показ Абсолютной Идеи и формы её воплощения в данном конкретном предмете исследования.
В мировоззрении диалектического материализма субстанция материальной природы становится субъектом исторического процесса в виде практики (труда), тем самым являясь причиной появления разумного мышления, мышления с необходимостью. Диалектический материализм прямо наследует спинозизму и гегельянству.

Единственное «тело», которое мыслит с необходимостью, заключённой в его особой «природе» (то есть в его специфическом устройстве), — это вовсе не отдельный мозг и даже не целый человек с мозгом, с сердцем и с руками, со всеми анатомическими врождёнными ему особенностями. С необходимостью мышлением обладает, по Спинозе, лишь субстанция. Мышление имеет своей необходимой предпосылкой и непременным условием (sine qua non) всю природу в целом.
Но и этого мало, добавил Маркс. По Марксу, с необходимостью мыслит только природа, достигшая стадии общественно производящего свою жизнь человека, природа, изменяющая и осознающая сама себя в лице человека или другого, подобного ему в указанном отношении (а не в форме носа или черепной коробки) существа…
Труд — процесс изменения природы действием общественного человека — и есть «субъект», коему принадлежит «мышление» в качестве «предиката». А природа — всеобщая материя природы — и есть его субстанция. Субстанция, ставшая в человеке субъектом всех своих изменений (causa sui), причиной самой себя.
— Ильенков Э. Диалектическая логика. Москва: "Политиздат", 1984

Разум существовал всегда, только не всегда в разумной форме.
— Маркс К. Письмо к Руге. Крейцнах, сентябрь 1843 г..
В связи с этим и возникает различие методов научного исследования Маркса и Гегеля, и их различное отношение к объективной диалектике действительности (диалектике Абсолютной Идеи у Гегеля).

Мой диалектический метод по своей основе не только отличен от гегелевского, но является его прямой противоположностью. Для Гегеля процесс мышления, который он превращает даже под именем идеи в самостоятельный субъект, есть демиург действительного, которое составляет лишь его внешнее проявление. У меня же, наоборот, идеальное есть не что иное, как материальное, пересаженное в человеческую голову и преобразованное в ней.
— Маркс К. Послесловие ко второму немецкому изданию 1–го тома “Капитала”

…законы Логики представляют собой не что иное, как отражённые в человеческой голове (и проверенные тысячелетиями человеческой практики) всеобщие законы развития естественно-природного и общественно-исторического развития.
— Э. В. Ильенков, Диалектика и мировоззрение, "Материалистическая диалектика как логика", Алма-Ата, 1979, c. 103-113
Согласно материалистическому пониманию этого основания всей философской системы Гегеля, логика Абсолютной Идеи это мистификация. В логике Гегель обожествляет реальное человеческое мышление, исследуемое им в аспекте универсально-логических форм и законов, прорисовывающихся через совокупный исторический процесс. Мистифицируется и мистическим образом обретает самостоятельное существование то, что присуще самой материальной действительности.

Мистификация, которую претерпела диалектика в руках Гегеля, отнюдь не помешала тому, что именно Гегель первый дал всеобъемлющее и сознательное изображение её всеобщих форм движения. У Гегеля диалектика стоит на голове. Надо её поставить на ноги, чтобы вскрыть под мистической оболочкой рациональное зерно
— Маркс К. Послесловие ко второму немецкому изданию 1–го тома “Капитала”
Диалектика объективной материальной действительности находит своё отражение в том числе и в форме субъективной диалектики мыслей мозга трудящейся гоминиды.

Так называемая объективная диалектика царит во всей природе, а так называемая субъективная диалектика, диалектическое мышление, есть только отражение господствующего во всей природе движения путем противоположностей, которые и обусловливают жизнь природы своими постоянными противоречиями и своим конечным переходом друг в друга, либо в высшие формы.
— Энгельс Ф. Диалектика природы. – Маркс К., Энгельс Ф. Соч., т. 20, с. 526
Диалектический материализм становится «философией», отрицающей философию. В диалектическом материализме цель настоящего научного исследования состоит в том, чтобы предъявить диалектику материальной действительности в её деталях, в её детальном историческом развёртывании от простого к сложному. Прежний предмет философии (научно-теоретическое мышление) становится предметом одной из многих частных конкретных наук — диалектической логики.

За философией, изгнанной из природы и из истории, остается, таким образом, ещё только царство чистой мысли, поскольку оно ещё остается: учение о законах самого процесса мышления, логика и диалектика.
— Энгельс Ф. Людвиг Фейербах и конец классической немецкой философии. – Маркс К., Энгельс Ф. Соч., т. 21, с. 316.
Маркс откровенно высмеивал философов, чей научный интерес ограничивался исключительно философией.

Нужно «оставить философию в стороне», нужно выпрыгнуть из неё и в качестве обыкновенного человека взяться за изучение действительности. Для этого и в литературе имеется огромный материал, не известный, конечно, философам. Когда после этого снова очутишься лицом к лицу с людьми вроде Круммахера или «Штирнера», то находишь, что они давным-давно остались «позади», на низшей ступени. Философия и изучение действительного мира относятся друг к другу, как онанизм и половая любовь.— Маркс К., Немецкая идеология

## Диалектический материализм как отрицание философии
Согласно Энгельсу, диалектический материализм является не философией, отдельной от частных наук и стоящей над ними, а мировоззрением. Это мировоззрение состоит в упразднении любой философии, стоящей над конкретными науками о чём-либо.

…из всей прежней философии самостоятельное существование сохраняет ещё учение о мышлении и его законах — формальная логика и диалектика. Все остальное входит в положительную науку о природе и истории.— Энгельс Ф. Анти-Дюринг.
Эвальд Ильенков подчёркивал это положение следующим образом.

Классики марксизма-ленинизма никогда и нигде не возлагали на философию обязанность строить из результатов «положительных наук» некую обобщенную картину-систему «мира в целом». Ещё меньше оснований приписывать им взгляд, согласно которому такая «философия» — и только она — должна вооружить людей «мировоззрением»… Любую попытку воздвигать над (или «рядом» с) положительными науками ещё и особую науку о «всеобщей» связи вещей Ф. Энгельс безоговорочно расценивает как затею в лучшем случае излишнюю и бесполезную…
Диалектический материализм есть мировоззрение, притом научное мировоззрение, то есть совокупность научных представлений о природе, обществе и человеческом мышлении; как таковое оно ни в коем случае не может быть построено силами одной лишь «философии», а только дружными усилиями всех «реальных» наук, включая, разумеется, и научную философию. Мировоззрение, именуемое диалектическим материализмом, не есть философия в старом смысле этого слова, которая взвалила на свои плечи задачу, посильную только всему научному познанию, и то в перспективе. Если «прежняя философия» ставила перед собою эту утопическую задачу, то единственным оправданием её претензии была историческая неразвитость других наук. Но «как только перед каждой отдельной наукой ставится требование выяснить свое место во всеобщей связи вещей и знаний о вещах, какая-либо особая наука об этой всеобщей связи становится излишней», неустанно повторяет Ф. Энгельс, прямо связывая это понимание с самой сутью материализма.
— Э. В. Ильенков, Диалектика и мировоззрение, "Материалистическая диалектика как логика", Алма-Ата, 1979, c. 103-113
Ф. Энгельс отвергал создание философской картины мира, но не идею создания обобщенно-схематизированной картины мира исходя из всей изменяющейся совокупности «реальных», положительных наук.

Если схематику мира выводить не из головы, а только при помощи головы из действительного мира, если принципы бытия выводить из того, что есть, — то для этого нам нужна не философия, а положительные знания о мире и о том, что в нём происходит; то, что получается в результате такой работы, также не есть философия, а положительная наука.
— Ф. Энгельс, Маркс К., Энгельс Ф. Сочинения, т. 20, с. 35.
Создания философской картины мира также не принимал В. Ленин.

Так. Так. «Всеобщая теория бытия» вновь открыта С. Суворовым после того, как её много раз открывали в самых различных формах многочисленные представители философской схоластики. Поздравляем русских махистов с новой «всеобщей теорией бытия»! Будем надеяться, что следующий свой коллективный труд они посвятят всецело обоснованию и развитию этого великого открытия!
— См.: Ленин В.И. Полное собрание сочинений, т. 18, с. 355
Мировоззрение диалектического материализма непрерывно развивается и уточняется с каждым новым конкретным исследованием и открытием в любой области природы и истории.

## Диалектический материализм в СССР
Появившись в порядке отмежевания от философского материализма и первого позитивизма (Анти-Дюринг), диалектический материализм прошёл в своём развитии несколько этапов в СССР как основа марксизма-ленинизма; на диалектический материализм в СССР оказал влияние и лично И. В. Сталин.
После Энгельса вторым источником стала работа Ленина «Материализм и эмпириокритицизм», в которой он определил материю как «объективную реальность», которая «копируется, фотографируется, отображается в наших ощущениях», что легло в основу теории познания как отражения — разновидности наивно-реалистической гносеологии.
В 1920-е годы возникло острое соперничество «диалектиков» и «механицистов» в СССР, завершившееся победой «диалектиков» во главе с A. M. Дебориным в 1929 году. Под влиянием критики ряд советских учёных, разделявших ранее механистические взгляды, впоследствии отказались от своих воззрений. К механицистам примыкал и Бухарин. В 1929 году «диалектики» одержали кратковременную победу, однако уже в 1931 году руководство партии осудило обе группы как идеологически враждебные уклоны.
С 1930-х годов руководство ВКП(б) закрепило диалектический материализм как основу официального марксизма-ленинизма; во главе со Сталиным руководство ВКП(б) закрепляло свои воззрения на диалектический материализм как государственную философию, основы которой выразил сам Сталин в работе «О диалектическом и историческом материализме», вошедшей в книгу «История ВКП(б). Краткий курс». В отношении философии Сталин убрал закон отрицания отрицания из изложения диалектики, которое стало ортодоксальным в 1930-е годы.
Хотя Деборин вплоть до начала Оттепели официально осуждался в СССР, Славой Жижек считает, что именно начиная с Деборина происходит кристаллизация официального советского диамата, объективистского и натуралистического советского марксизма, как своеобразной версии восходящей к Пармениду философии «сплошного», не имеющего частей и расколов, Бытия.
По мнению[где?] таких исследователей, как П. Тиллих, К. С. Льюис, В. В. Шмидт, В. М. Сторчак, на основе диалектического материализма была создана догматически-начётническая, квазирелигиозная парадигма мышления, даже имевшая своё «священное писание» — труды «классиков марксизма-ленинизма», цитаты из которых были универсальными и неопровержимыми аргументами в любой научной дискуссии, а практически каждая серьёзная научная публикация (диссертация, монография и т. п.) в предисловии содержала отсылки на труды «классиков» и/или решения очередных съездов либо пленумов правящей партии. Эта тенденция усилилась в маоистском Китае и в КНДР.
В советских высших учебных заведениях в рамках преподавания марксистско-ленинской философии курс диалектического и исторического материализма был обязательным как на гуманитарных, так и на естественно-научных факультетах, а сдача экзамена по марксистско-ленинской философии была обязательна для допуска к защите кандидатской диссертации.
Идеологический контроль в науке, использовавший положения диалектического материализма, в некоторых случаях приводил к кампаниям против отдельных научных направлений как якобы «буржуазных» и «идеалистических» (с предполагавшимися при этом репрессивными действиями против их представителей). Развитие этих направлений в результате принимало закрытый характер и существенно тормозилось. Примером является августовская сессия ВАСХНИЛ 1948 года, оказавшая тормозящее влияние на биологическую науку. В ходе этой дискуссии некоторые критики объявили «идеалистическим» понятие о наследственном веществе (то есть материи), а «материалистическим» — содержащий элементы телеологии неоламаркизм Т. Д. Лысенко и неовиталистская теория «живого вещества» О. Б. Лепешинской. В области биологии и других наук пропагандистами диалектического материализма были Стивен Джей Гулд и Ричард Левонтин.
В 1950-е годы начался постепенный распад официальной доктрины диамата. Это происходило вследствие сопротивления советских учёных, боровшихся против идеологического вмешательства в науку, а также благодаря усилиям ряда советских философов (Э. В. Ильенкова, А. А. Зиновьева, М. К. Мамардашвили и др.), решивших заняться возрождением «подлинного Маркса».
Согласно мнению В. П. Филатова, после распада Советского Союза от изучения диалектического материализма отказались без дискуссий. В Энциклопедии эпистемологии и философии науки, подготовленной коллективом российских философов и изданной в 2009 году, он пишет, что это учение «рассыпалось, как изветшавший и безжизненный дом».
Однако действующие «Программы кандидатских экзаменов по истории и философии науки…» от 8 октября 2007 года требует от аспирантов знание основ философии марксизма, в частности, диалектического материализма, а научные работы о диалектическом материализме по-прежнему публикуются.

## Диалектический материализм в «западном марксизме»
Дьёрдь Лукач в работах «История и классовое сознание» и «Что такое ортодоксальный марксизм» определял ортодоксальность марксизма не по следованию догмам, а по признаку верности диалектическому методу. Эти книги вместе с сочинением Карла Корша «Марксизм и философия» стали предметом осуждения на пятом Конгрессе Коминтерна в 1924 году со стороны Г. Е. Зиновьева.
Славой Жижек в своей трактовке диалектического материализма утверждает принципиальную неполноценность реальности, отсутствие целостности, что выражается в наличии бытия и сознания. Материализм понимается не как наличие объективной реальности и стороннего наблюдателя, а как невозможность целостного отображения реальности, которую нельзя концептуализировать без разрывов. Жижек пишет:
Материализм подразумевает, что реальность, которую я вижу, никогда не является «целым», — не потому, что значительная её часть ускользает от меня, а потому, что она содержит «слепое пятно», указывающее на мою вовлечённость в неё.
Жижек противопоставляет свою трактовку советскому диамату как своеобразной версии восходящей к Пармениду философии «сплошного», не имеющего частей и расколов, Бытия.

## Критика

### Диамат как «энгельсизм»
С пересмотром марксизма и критикой сталинизма среди «новых левых» некоторые авторы выступили с мнением, что появление диалектического материализма, с которым они связывают сталинизм, было результатом искажения идей Маркса со стороны Энгельса, и что марксизм в его последующем развитии в XX в. следует называть «энгельсизмом» как позитивистское, механистическое, фаталистское учение, которое они противопоставляли Марксу. К таким авторам принадлежали Джордж Лихтгейм, Пол Томас, Норман Ливайн, Терелл Карвер и другие; согласно Ливайну, «Сталин довел эту традицию Энгельса и энгельсианской стороны Ленина до крайности». Биограф Энгельса Джон Грин называл их представителями «новой ортодоксии». Карвер то, что Маркс не критиковал «энгельсизм» и работу Энгельса «Анти-Дюринг», обосновывал тем, что «Марксу казалось, ввиду их долгой дружбы, их роли ведущих социалистов и полезности финансовых ресурсов Энгельса, что проще будет молчать и не вмешиваться в работу Энгельса, даже если она противоречила его собственной»; Карвер противопоставлял Маркса и Энгельса не только как философов, но и политиков, утверждая, что только Энгельс был революционером, в то время как Маркс видел средства перехода к социализму «конституционными» и «мирными».
Согласно Томасу, Энгельсу, как и многим в викторианскую эпоху, было трудно принять случайный и нетелеологический характер принципа естественного отбора по Дарвину. Энгельс считал социальную или историческую эволюцию одним из аспектов биологической эволюции, поэтому и социально-исторические, и биологические изменения подчинялись в его понимании одним и тем же «диалектическим законам»; Энгельс, утверждается, некритично полагал, что развивает идеи Маркса в своих работах о законах природы, истории и мышления, выводя на первый план «законы» исторического развития, и в результате этого создал своеобразное универсальное мировоззрение (weltanschauung); представив себя наследником Маркса и «второй скрипкой» (или даже без этого), Энгельс по Томасу невольно внёс вклад в формирование последующей советской ортодоксии, для целей которой необходимо было связать Сталина и Маркса. Эта установленная преемственность использовалась во время Холодной войны, как на Западе, так и в СССР. Сам Маркс, согласно Томасу, был довольно сдержанным в вопросах космического масштаба и не затрагивал натурализм и космологию. Но именно по этой причине, заключает Томас, советские эпигоны Маркса стремились заполнить несуществующие пробелы в его наследии, создавая тем самым материалистическую метафизику.
Пол Томас полагает, что Ленин считал подходы Энгельса и Плеханова дополнением к собственной теории отражения, изложенной в работе «Материализм и эмпириокритицизм». Как писал историк Джордж Лихтгейм, теория Ленина расходилась с подходом Энгельса, поскольку для последнего материализм «не был тождественным эпистемологическому реализму… его смесь из метафизического материализма и гегелевской диалектики… сохранилась у Ленина, но ленинская теория познания — единственное, что имело значение для Ленина — в строгом смысле не зависела от Энгельса. Доктрина, которая просто постулировала, что мышление способно делать всеобщие истинные выводы о чувственно данном внешнем мире, не нуждалась в материи как абсолютной субстанции или конститутивном элементе вселенной».
Критики «антиэнгельсианской» литературы описывали её как абсурдную, противоречащую историческим фактам или противоречащую самой себе, так как разные авторы выражали несогласие с Энгельсом в совершенно разных сферах. Стивен Ригби и в меньшей степени Дил Ханли заключали, что несовершенства идей Энгельса в той же мере присущи и идеям Маркса, и что «Маркс и Энгельс были по сути согласны друг с другом». На обвинения Энгельс в формирование философских основ сталинизма такие критики пишут, что подобные авторы отказываются рассматривать проблемы идей Маркса, а кроме того, что Сталин откровенно отбрасывал невыгодные ему идеи Энгельса.
Джон Беллами Фостер считает, что подобная критика Энгельса в вопросе развития природы появилась из однобокой интерпретации «проблемы Лукача». В то время как Лукач в «Истории и классовом сознании» непоследовательно сочетает применимости диалектического метода к природе природе из-за отсутствия субъективного измерения с признанием с диалектики природы, вышеназванные авторы просто отрицали существование диалектики природы как таковой. В противоположность этому подходу, Фостер, вслед за Эндрю Финбергом и Альфредом Шмидтом, писал, что Маркс через концепцию человеческой чувственной активности дал основу понимания диалектики природы. Фостер утверждает, что концепция естественного праксиса Маркса совместима с эмерджентистской концепцией реальности Энгельса.

### Поппер о диалектике
Карл Поппер в своей работе «Что такое диалектика?» подвергает критике применение «диалектического метода» в логике и тем более в естественных науках.
Признавая, что диалектика является весьма плодотворным способом описания исторического хода развития научной мысли, Поппер категорически возражает против переноса «закона противоречий» в формальную логику, отмечая, что одновременное признание истинным и тезиса, и антитезиса позволяет доказать истинность любого, даже явно ложного высказывания. Ещё больше возражений вызывает у Поппера распространение «диалектической логики» на другие области математики и на естественные науки.
По мнению К. Поппера, диалектики делают неверный вывод, что нет нужды избегать противоречий. Примирение с противоречием, считает К. Поппер, обязательно приводит нас к отказу от критики, ведь критика, в сущности, сводится к выявлению противоречий в теории.

Известна, например, диалектическая интерпретация, которая отождествляет пшеничное зерно с тезисом, развившееся из него растение — с антитезисом, а все зерна этого растения — с синтезом. Что такие примеры затуманивают и без того неясный смысл диалектической триады, делая её расплывчатость просто угрожающей, — это очевидно; в какой-то момент, охарактеризовав развитие как диалектическое, мы сообщим только то, что развитие проходит определённые ступени, то есть очень немногое. Интерпретировать же этот процесс развития в том смысле, что рост растения есть отрицание зерна, которое перестает существовать, и что созревание многочисленных новых зерен есть отрицание отрицания — некое новое начало на более высоком уровне — значит просто играть словами.
<…>
Возьмем знаменитый пример, использованный Энгельсом и кратко сформулированный И. Хеккером, «Закон синтеза на более высоком уровне… широко применяется в математике. Отрицательная величина (−а), умноженная сама на себя, становится а², то есть отрицание отрицания завершилось в новом синтезе». Но даже если считать а тезисом, а −а антитезисом, или отрицанием, то отрицанием отрицания является, надо думать, −(−а), то есть а, представляющее собой не синтез «на более высоком уровне», а тождество с первоначальным тезисом. Иными словами, почему синтез должен достигаться только умножением антитезиса на самое себя? Почему, например, не сложением тезиса с антитезисом (что дало бы в результате 0)? Или не умножением тезиса на антитезис (что дало бы −а², а вовсе не а²)? И в каком смысле а² «выше», чем а или −а? (Явно не в смысле численного превосходства, поскольку если а=1/2, то а²=1/4. Этот пример демонстрирует крайнюю произвольность в применении туманных идей диалектики.— Карл Р. Поппер. Что такое диалектика? // Институт философии РАН Вопросы философии : Журнал. — М., 1995. — Вып. 1. — С. 118—138. — ISSN 0042-8744. Архивировано из оригинала 22 июня 2012 года.
Поппер считал, что расплывчатость основных понятий диалектики («противоречие», «борьба», «отрицание») ведёт к превращению диалектического материализма в софистику, делающую бессмысленной любую критику под предлогом «непонимания» критиками диалектического метода, что в дальнейшем служит предпосылкой для развития «диалектического» догматизма и прекращению всякого развития философской мысли.

Марксистская теория… в некоторых своих ранних формулировках… давала проверяемые предсказания и действительно была фальсифицирована. Однако вместо того, чтобы признать это опровержение, последователи Маркса переинтерпретировали и теорию и свидетельство с тем, чтобы привести их в соответствие. Таким путём они спасли теорию от опровержения, однако это было достигнуто ценой использования средств, сделавших её неопровержимой… и благодаря этой уловке они разрушили её широко разрекламированные претензии на научный статус.— Поппер К. Логика и рост научного знания. — М., 1983. — С. 246.
Однако существует ряд возражений против такой точки зрения.

… [триада] вовсе не играет у Гегеля той роли, которую ей приписывают люди, не имеющие никакого понятия о философии этого мыслителя… Ни в одном из 18 томов сочинений Гегеля «триада» ни разу не играет роли довода, и кто хоть немного знаком с его философским учением, тот понимает, что она никоим образом не могла играть её
— Плеханов Г. В. К вопросу о развитии монистического взгляда на историю. М., 1949. С. 84.

Гегель был против сведения собственного анализа к триадичной формуле и обращал внимание на то, что эта схема может быть использована только в качестве «просто педагогического средства», в качестве «формулы для памяти и разума».
— Грэхэм Л. Р., Естествознание, философия и науки о человеческом поведении в Советском Союзе. М., 1991. С. 51.

…разъяснение Энгельса помещено в той же главе, где он рассуждает о зерне, об учении Руссо и др. примерах диалектического процесса. Казалось бы, одного сопоставления этих примеров с такими ясными и категорическими заявлениями Энгельса (и Маркса…), что не может быть и речи о том, чтобы доказывать что-нибудь триадами, или о том, чтобы подсовывать в изображение действительного процесса «условные члены» этих триад, — совершенно достаточно, чтобы понять нелепость обвинения марксизма в гегелевской диалектике.
— Ленин В. И. Полное собрание сочинений. М., 1967. Т. I, с. 175.

…невозможно не обратить внимания на то обстоятельство, что противоречивость собственно диалектического порядка возникает у Гегеля фактически в ходе и на основе взаимоотношения субъектного и объектного уровней как форма развития взаимоотношения между «я» и «вещью» и что, следовательно, возможность столкновения такого рода противоречивости с рассудочным мышлением, на уровне которого описывается языковая и логическая активность, подчиняющаяся действию известного закона формальной логики — логики, как уже отмечалось, одного уровня, здесь полностью исключается, и критика Поппера в адрес диалектики бьет мимо цели.
— В. И. Метлов. Диалектика и современное научное познание // Издательство Учитель Философия и общество : Журнал. — Волгоград, 2005. — Вып. 4. — С. 38, 42. — ISSN 1681-4339.

Диалектика в современном смысле этого слова, прежде всего в смысле, в котором использовал этот термин Гегель, — пишет Поппер. — это теория, которая утверждает, что нечто, в особенности человеческое мышление, развивается путём, характеризуемым так называемой диалектической триадой: тезис, антитезис и синтез". Естественно, что с таким образом понимаемой диалектикой расправиться не представляет большого труда. Причём такая трактовка диалектики выдвигается Поппером, несмотря на хорошо известную критику триад Гегеля Марксом и Энгельсом и несмотря на то, что Ленин специально предупреждал, что в материалистической диалектике «о триадах Гегеля и речи нет, а все дело сводится к тому, чтобы рассматривать социальную эволюцию как естественно-исторический процесс развития общественно-экономических формаций». Таким образом, научная значимость попперовской фальсификации диалектики равна нулю. Нет ничего проще, чем придать опровергаемой концепции заведомо ложный характер и затем успешно её фальсифицировать. При анализе естественнонаучного знания сам Поппер никогда не поступал таким образом.

В этой связи представляется совсем не случайным, что в последующем Поппер, в частности в его работах «Объективное знание» и «Личность и её мозг», перешёл на более разумную позицию; в этих работах свою схему роста научного знания по формуле: некоторая проблема (Pi) — предположительное (или пробное) её решение (ТТ) — критика этого решения и устранение ошибок (ЕЕ) — изменённая проблема или новая более глубокая проблемная ситуация (Р2) — Поппер готов рассматривать как «улучшение и рационализацию гегелевской диалектической схемы», правда, конечно, не в её аутентичной гегелевской и тем более марксистской, а в его — попперовской — интерпретации. Однако знаменателен сам факт: диалектика, преданная в 30-е и 40-е годы всяческому осмеянию, теперь — в изменившемся интеллектуальном и социальном климате — признается, пусть со многими оговорками, инструментом рационального рассуждения. От субъективных симпатий и- антипатий и в этом случае отказаться не так уж трудно.— Садовский В.Н. Логико-методологическая концепция Карла Поппера (Вступительная статья) // Поппер К. Логика и рост научного знания. — М., 1983. — С. 30—31.
Метод материалистической диалектики состоит в исследовании противоречий, существующих реально, независимо от спекулятивных терминов, таких как «противоречие» или «борьба».

При количественно-математической обработке определённых явлений очень часто получается противоречащая себе система уравнений, в которой уравнений больше, чем неизвестных, например:
| {\displaystyle x+x=2} |
| {\displaystyle 50x+50x=103} |
Логическое противоречие здесь налицо. Тем не менее эта система уравнений вполне реальна. Реальность его станет очевидной при условии, что под значком {\displaystyle x} здесь скрывается одна копейка, а сложение копеек происходит не только в голове, и не столько в голове, сколько в сберегательной кассе, начисляющей ежегодно 3 % на вложенную сумму.

В этих конкретных — и вполне реальных — условиях сложение копеек совершенно точно выражается приведенной «противоречивой» системой уравнений.— Ильенков Э. В. Диалектика абстрактного и конкретного. — М., 1960.

Пресловутый «запрет противоречия» для мышления (для мышления!) — не закон, а всего-навсего абстрактно сформулированное требование, никогда и нигде в реальном мышлении (в развитии науки и техники) не осуществляющееся и не осуществимое именно по той причине, что в виде этого требования сформулирован не закон, а лишь один из противоположных аспектов реального закона мышления, не имеющий никакого смысла без другого — прямо противоположного — аспекта и выражающего его «логического» требования — требования постигать и выражать «не только тождество», «но также и различия».
— Ильенков Э. В. "Проблема противоречия в логике"